# 夜のガスパール (ラヴェル)
『夜のガスパール』（よるのガスパール、Gaspard de la nuit）は、モーリス・ラヴェルが作曲したピアノ独奏のための組曲である。ルイ・ベルトランの同名の詩集を題材としている。

## 概要
ラヴェルは1908年、ベルトランの詩集から「オンディーヌ」、「スカルボ」（同名の2篇の詩のうち、断篇に所収のほう）、「絞首台」（断篇に所収）の3篇に想を得て、これらをイメージした3曲のピアノ独奏曲からなる組曲を作曲した。
1909年1月9日にリカルド・ビニェスのピアノによってパリで初演された。

## 内容
各楽章は、ソナタ楽章―緩徐楽章―ロンド楽章の順に構成されており、古典的なピアノ・ソナタが意識されている。その一方で、開始楽章と終楽章の調性が一致せず、各楽章に詩的な題名が割り振られているところは、ロマン派的な性格的小品集や標題音楽に近い。しかも和音構成や旋法的な旋律においては、印象主義音楽の類型が表れている。音楽的知識と感性、想像力が高度に統合された、ラヴェル初期のピアノ曲の最高傑作である。

### 第1曲「オンディーヌ」 (Ondine)
嬰ハ長調、Lent（緩やかに）、4/4拍子。『水の戯れ』、『洋上の小舟』（『鏡』）と並ぶラヴェルの「水」3部作とする向きもある。終始複雑で細かいアルペジオが左右で入り組む難曲。形式はソナタ形式で、詩の内容（人間の男に恋をした水の精オンディーヌが、結婚をして湖の王になってくれと愛を告白する。男がそれを断るとオンディーヌはくやしがってしばらく泣くが、やがて大声で笑い、激しい雨の中を消え去る）に忠実に基づいていると言われる。

### 第2曲「絞首台」 (Le gibet)
変ホ短調、Tres lent（きわめてゆっくりと）、4/4拍子。変ロ音のオクターヴが終始一貫して葬送の鐘のように不気味に鳴り響く。きわめて遅く、重々しいテンポはまったく変更されないが、それとは裏腹に拍子はめまぐるしく変化を重ねる（鐘の音に交じって聞こえてくるのは、風か、死者のすすり泣きか、頭蓋骨から血のしたたる髪をむしっている黄金虫か……という詩の内容に準じたものと思われる）。その結果、暗澹茫漠たる雰囲気が醸し出される。初演者のビニェスは、この曲を退屈に感じて、ラヴェルの心証を悪くしたと言われる。

### 第3曲「スカルボ」 (Scarbo)
嬰ト短調、Vif（速く）、3/8拍子。急速なパッセージと強弱の激しさ、そして不気味な旋律が、自由に飛び回る小悪魔を描いている。急速な連打音やアルペジオによる複雑な運指がこの曲を至って困難なものとしている。リストの『メフィスト・ワルツ』第1番が下敷きとなっている。
ラヴェルは第3曲について、当時最も難しいとされたバラキレフの『イスラメイ』をも凌ぐ演奏技巧が必要だと言っている。

## 管弦楽版
オーケストラの魔術師と呼ばれたラヴェルだったが、この曲には自身の管弦楽版を残さなかった。1990年にマリウス・コンスタンがオーケストレーションを手がけ、デュラン社から出版されている。
なお、ラヴェル自身もこの曲にオーケストラ的な響きを想定していたようである。その例証として、この曲の解釈についてラヴェル本人から説明を受けたことのあるピアニストのヴラド・ペルルミュテールによれば、ラヴェルは説明の際に、特に表現については具体的なオーケストラの楽器の名前を持ち出して例示したといい、ペルルミューテルが校訂したラヴェルのピアノ曲集には、そういったラヴェルの例示が記入されている（日本語版が音楽之友社から出版されている）。